# 辜翠萍
辜翠萍（1995年10月13日—）是一名臺灣女子空手道運動員。她曾在韓國仁川舉行的2014年亞洲運動會上獲得女子50公斤級金牌。

## 職業生涯
辜翠萍在葡萄牙布拉加舉行的2016年世界大學空手道錦標賽上獲得女子50公斤級銅牌，並獲得女子團體項目銀牌。
在哈薩克阿斯塔納舉行的2017年亞洲空手道錦標賽上，她與趙柔、谷筱霜和文姿云一起獲得女子團體項目銀牌。
2021年6月，她參加在法國巴黎舉行的世界奧運資格賽，希望獲得參加2020年日本東京夏季奧運會的資格。2021年11月，她參加了在阿拉伯聯合大公國杜拜舉行的世界空手道錦標賽女子61公斤級比賽。2021年12月，她在哈薩克阿拉木圖舉行的亞洲空手道錦標賽上獲得該項目銀牌。
2023年，她在馬來西亞麻六甲舉行的亞洲空手道錦標賽上贏得該項目金牌，並獲得女子團體項目銅牌。

## 外部連結
- 辜翠萍 （页面存档备份，存于）在KarateRec.com上的資料